# Гастрия
Гастрия (на гръцки: Γαστριά, Гастря̀; на турски: Kalecik) е село в Кипър, окръг Фамагуста. Според статистическата служба на Северен Кипър през 2011 г. селото има 435 жители.
Де факто е под контрола на непризнатата Севернокипърска турска република.